# Summoner
Summoner ist der Name eines Action-Rollenspiels mit Adventure-Elementen. Es wurde 2000 von Volition als einer der Starttitel für die Veröffentlichung der PlayStation 2 entwickelt, und später für Microsoft Windows und den Apple Macintosh portiert. Die Fortsetzung, Summoner 2, erschien ein Jahr später ebenfalls für die PlayStation 2. 2003 wurde es nach kleineren Änderungen unter dem neuen Namen Summoner: A Goddess Reborn für den Nintendo GameCube veröffentlicht.

## Handlung
Die Handlung von Summoner findet auf 2 Kontinenten statt: Orenia und Medeva. Der Hauptheld Joseph von Ciran, ein Summoner (deutsch: „Beschwörer“) ist in der Lage mit Beschwörerringen Dämonen, Elementarwesen
und andere Helfer heraufzubeschwören. Als er ein Kind war, wurde Ciran angegriffen. Mithilfe seiner Gabe wollte Joseph sein Dorf retten, doch es misslang. Der Dämon, den er rief, beschützte nicht die Dorfbewohner, sondern tötete sie. Seitdem hatte er Angst vor seiner Macht und ging ins Exil nach Masad, er schwor sich nie wieder seine Kreatur zu beschwören.
Einige Jahre später wurde Masad attackiert und Joseph floh in die Hauptstadt Lenele. Er erfährt, dass sein alter Mentor Yago als Berater des Prinzen Sornehan, dem Bruder des Königs, arbeitet. Von Yago erfährt Joseph, dass er alle 4 Beschwörerringe finden muss, um seine Bestimmung zu erfüllen. Auf seiner Suche wird ihm von Rosalind, Flece und Jekhar geholfen.

## Spielprinzip
In diesem Spiel steuert man eine Gruppe von bis zu vier Helden verschiedener Herkunft aus der Sicht einer dritten Person durch eine 3D-Umgebung. Dabei bewegt man sich durch kleine, voneinander abgegrenzte Karten, die beim Gebietswechsel nachgeladen werden. Das Spielgeschehen verläuft in Echtzeit, wobei die Umgebung eher statischer Natur ist. Kämpfe erfolgen in der aktuellen Umgebung (bei Zufallsbegegnungen auf der Weltkarte wird eine zufällige Karte der aktuellen Umgebung verwendet). Das Spiel selbst ist recht linear, weist aber für jeden Charakter in der Gruppe eine umfangreiche Sammlung von Nebenquests und Hintergrundinformationen auf.
Die Helden im Spiel sind in ihrer groben Entwicklung (Klasse, das Erlernen von Fähigkeiten) wie für Konsolenspiele üblich bereits vordefiniert und können vom Spieler vor allem über Skillpunkte in grundlegenden Fähigkeiten noch verändert werden. Skillpunkte definieren in diesem Spiel unter anderem, welche Art Ausrüstung man verwenden kann. Magie existiert in zwei Formen. Einerseits als Elementarmagie, welche für Rollenspiel typische Effekte wie Heilung, Direktschaden und ähnliches bewirken kann, andererseits in der Form von Beschwörungen. Dabei handelt es sich um verschiedene Monster, welche für eine kurze Zeit als zusätzliche Gruppenmitglieder fungieren können, und je nach Monstertyp verschiedene Zusatzfähigkeiten aufweist.
Eine Besonderheit im Kampf sind sogenannte Combo-Chains. Jeder Charakter im Spiel weist eine Sammlung ihm eigener, miteinander kombinierbarer Angriffe auf, welche im Kampf verwendet werden können. Diese Kombinationen müssen vom Spieler für den Charakter aktiviert werden, der gerade gesteuert wird (es ist jederzeit ein Wechsel der aktiv kontrollierten Figur möglich, die notwendigen Tastenkombinationen für die Chains unterscheiden sich dabei je nach kontrolliertem Charakter), und stellen eine Erweiterung des sonst in Action-Rollenspielen üblichen einfach anklicken und zuschlagen Systems dar, welches zum Einsatz kommt, wenn der Spieler gewollt oder ungewollt auf das Combo-System verzichtet.

## Entwicklung
Nach der Veröffentlichung von Conflict: Freespace begann Volition mit den Arbeiten an vier neuen Titeln. Neben den bereits feststehenden Arbeiten an den Serientiteln Freespace 2 und Descent 4 kristallisierte sich nach einer Umfrage unter den Mitarbeitern das Interesse an einem Fantasy-Rollenspiel heraus. Da Volitions langjähriger Partner Interplay Entertainment selbst zahlreiche Rollenspiel-Projekte verfolgte, benötigte das Unternehmen für Summoner einen neuen Vertriebspartner. Nach Gesprächen mit dem US-Publisher THQ signalisierte dieser Interesse an einer vollständigen Übernahme des Studios, die schließlich am 31. August 2000 besiegelt wurde. Summoner wurde als Launchtitel für die PlayStation 2 konzipiert und kam daher gleichzeitig zum Verkaufsstart der Konsole in den USA am 25. Oktober 2000 auf den Markt. Es war zugleich der erste Konsolentitel des Entwicklers.
Nach der Insolvenz und anschließenden Zerschlagung THQs gingen die Rechte an Summoner und Summoner 2 nach einer Versteigerung am 15. April 2013 zusammen mit 150 anderen Titeln für insgesamt 4,9 Millionen US-Dollar an den schwedischen Publisher Nordic Games.

## Rezeption
Das Spiel erhielt im Schnitt positive Wertungen. Laut IGN sei Summoner zwar nicht die ganz große Nummer, aber ein bemerkenswertes Rollenspiel, das mehr biete, als man sich von einem Launchtitel (in diesem Fall der PlayStation 2) erhoffen könne. Thomas Weiss von PC Games kam in der Ausgabe vom Juni 2001 zu dem Fazit, dass er Summoner nicht uneingeschränkt empfehlen könne. Zu Topspielen wie Planescape: Torment und Gothic fehle es an Highlights, aber trotzdem mache das Spiel mächtig viel Spaß.

„Optisch ansprechendes und innovatives Rollenspiel in 3D.“

## Summoner 2
2002 wurde mit Summoner 2 für die PlayStation 2 ein Nachfolger veröffentlicht. Unter dem Namen Summoner: A Goddess Reborn erschien 2003 eine grafisch und inhaltlich leicht veränderte Version für den Gamecube.
Inhaltlich rund 20 Jahre nach dem ersten Teil angesiedelt, übernimmt der Spieler dieses Mal die Rolle von Maia, der sterblichen Inkarnation einer Göttin. Ihre Hauptaufgabe ist es, den legendären Baum Eleh wiederherzustellen, der für das Böse in der Welt verantwortlich gemacht wird. Auf diesem Weg bewegt man sich durch insgesamt abwechslungsreichere und umfangreichere Gebiete als im Vorgänger, aufgrund des recht kurzen zeitlichen Abstandes kommt es dabei zu Begegnungen mit Charakteren des ersten Teils. Anders als in Teil 1 beschwört Maia ihre Dämonen nicht direkt als Begleiter, sondern wird selbst ganz oder auch teilweise zu ihnen.
Das Grundkonzept des Spiels ist identisch zum Vorgänger, auch in Darstellung und Grafik gab es nur moderate Verbesserungen. Im Spiel selbst ist die Anzahl der verfügbaren Helden für die eigene Gruppe deutlich größer als im Vorgänger. Die Hauptänderung im Spiel ist das Kampfsystem, welches vereinfacht wurde, was zu einem leichteren Zugang zum Chain-System und schnelleren, mehr actionbasierten Kämpfen führte. Dabei wurden die möglichen Combos den verschiedenen Klassen anstelle von speziellen Helden zugeordnet, und um verschiedene Optionen erweitert.